# Ułożenie odgięciowe
Ułożenie odgięciowe – nieprawidłowe ułożenie płodu polegające na odprostowaniu główki płodu podczas porodu z prawidłowego ułożenia przygieciowego. Ze względu na położenie części przodującej wyróżnia się ułożenie ciemieniowe, czołowe i twarzyczkowe.

## Cechy charakterystyczne
W warunkach fizjologicznych przed wejściem do wchodu miednicy główka znajduje się w ułożeniu obojętnym pomiędzy przygięciem a odgięciem, następnie na początku porodu dochodzi do przygięcia główki płodu do klatki piersiowej i w takim ułożeniu płód przesuwa się do dna miednicy. Gdy nie następuje przygięcie główki, pozostaje ona odprostowana lub odgina się i bródka oddala się od klatki piersiowej, co nazywa się ułożeniem odgięciowym.

## Etiologia

### Przyczyny pierwotne
- owinięcie pępowiny dookoła szyi
- narzucona na szyję rączka
- mała, okrągła główka płodu
- wrodzone krótkogłowie brachycephalus płodu
- zmiany w stawie szczytowo-potylicznym płodu
- guzy szyi płodu
- płody martwe
- wielowodzie
- niskie usadowienie łożyska
- wady rozwojowe macicy, guzy macicy
- wiotkie powłoki brzuszne ciężarnej

### Przyczyny wtórne
- miednica ścieśniona, zwłaszcza w wymiarze prostym wchodu
- położenie skośne płodu, które w czasie skurczów macicy może ulec zmianie na położenie podłużne główkowe, z jednoczesnym odgięciem główki
- w porodach bliźniaczych ułożenie drugiego płodu często jest odgięciowe

## Stopnie odgięcia główki

### Ułożenie ciemieniowe
W ułożeniu ciemieniowym charakteryzuje się najmniejszym stopniem odgięcia główki. Punktem prowadzącym jest ciemiączkiem przednie. Płaszczyzną miarodajną jest płaszczyzna czołowo-potyliczna o obwodzie 34 cm. W mechanizmie porodu główki najpierw dochodzi do przygięcia, a następnie odgięcia. Kształt główki wieżowaty. Przedgłowie tworzy się na kości ciemieniowej.

#### Przebieg porodu
Główka w miednicy mniejszej początkowo ustala się jednym z wymiarów skośnych w ułożeniu obojętnym. Po obniżeniu główki do próżni miednicy główka odgina się, twarz zwraca się pod spojenie łonowe. Następnie główka po zwrocie szwu strzałkowego do wymiaru prostego wstawia pod łuk podłonowy pomiędzy nasadą nosa a czołem. Poprzez przygięcie rodzi się tyłogłowie, a po odprostowaniu jej pozostałą część.

### Ułożenie czołowe
Punktem prowadzącym jest czoło. Płaszczyzna miarodajna szczękowo-ciemieniowa albo jarzmowo-ciemieniowa ma obwód 35–36 cm, a więc jest to największy jej obwód. Poród samoistny jest możliwy wyłącznie w przypadku małej główki i metodą z wyboru jest cięcie cesarskie.

#### Przebieg porodu
Do płaszczyzny wchodu główka wstawia się szwem czołowym w wymiar poprzeczny. W tym wymiarze schodzi aż do dna miednicy. W dnie miednicy następuje zwrot do wymiaru niemal prostego, rzadko do wymiaru prostego, przez co twarz płodu jest zwrócona w kierunku spojenia łonowego. Spóźniony zwrot uwarunkowany jest tym, że dopiero teraz tyłogłowie mogło wejść do kanału rodnego i dokonać zwrotu w kierunku zagłębienia krzyżowo-biodrowego. W toku dalszego porodu, rodzenie się główki na zewnątrz zaczyna się w momencie, gdy w szparze sromowej od strony spojenia łonowego ukaże się nasada nosa aż do kości jarzmowych. Wokół punktu podparcia na kościach jarzmowych lub środku kości szczękowych dokonuje się maksymalne przygięcie, które umożliwia urodzenie się po kroczu ciemiączka tylnego i tyłogłowia. Następnie za pomocą niewielkiego odgięcia rodzi się twarzyczka i bródka płodu. Główka w trakcie przechodzenia przez kanał rodny ulega znacznemu zniekształceniu, przybierając kształt piramidy. Ustawienia grzbietowo-przednie, nosowo-tylne i bródkowo-tylne uniemożliwiają poród.

### Ułożenie twarzyczkowe
Jest to ułożenie o największym stopniu odgięcia, częścią przodującą jest twarzyczka, a punktem prowadzącym bródka. Główka płodu wykonuje maksymalne odgięcie. Punktem prowadzącym jest nos i szczęką. Płaszczyzna miarodajna tchawiczo-ciemieniowa 34 cm. W mechanizmie porodu występuje tylko przygięcie. Przedgłowie tworzy się na twarzy, głównie na przodującym policzku.

#### Przebieg porodu
Główka płodu wstawia się twarzyczką lub czołem w wymiar skośny lub poprzeczny wchodu. Przy niecałkowitym odgięciu główka napotykając opory ze strony wchodu miednicy stopniowo odgina się. Kręgosłup płodu przybiera kształt litery S. Przy wstawianiu się twarzy, linia twarzowa (linia łącząca szew czołowy poprzez nasadę nosa, grzbiet nosa i usta z bródką) przebiega w wymiarze skośnym lub poprzecznym. Bródka znajduje się po lewej (ułożenie twarzyczkowe II) lub prawej stronie (ułożenie twarzyczkowe I). Przy silniejszych skurczach odgięcie pogłębia się i główka zstępuje do miednicy. Główka na dnie miednicy dokonuje zwrotu bródki pod spojenie łonowe, a tyłogłowie przemieszcza się do wygięcia kości krzyżowej. Linia twarzowa rotuje się do wymiaru prostego. Aby pokonać zagięcie kanału rodnego maksymalnie odgięta główka musi się przygiąć. Od strony spojenia łonowego ukazuje się bródka. Kolejno rodzą się usta, nos, oczy, a cała czaszka znajduje się jeszcze w zagłębieniu krzyżowo-biodrowym. Następnie o spojenie łonowe opiera się okolica podbródka (kość gnykowa) i wokół tego punktu podparcia główka zaczyna ruch przyginania, dzięki któremu pokonuje wygięcie kanału rodnego. Od strony krocza najpierw rodzi się przodogłowie, a następnie tyłogłowie.
Zwrot potylicy pod spojenie łonowe jest zwrotem niekorzystnym. Poród zostaje zatrzymany wskutek przeszkody, jaką stanowi klatka piersiowa i bródka płodu dla krzywizny kości krzyżowej, odgięcie główki nie może już się pogłębić, a dalszy poród niemożliwy i konieczne jest cięcie cesarskie.